# Амир аль-хадж

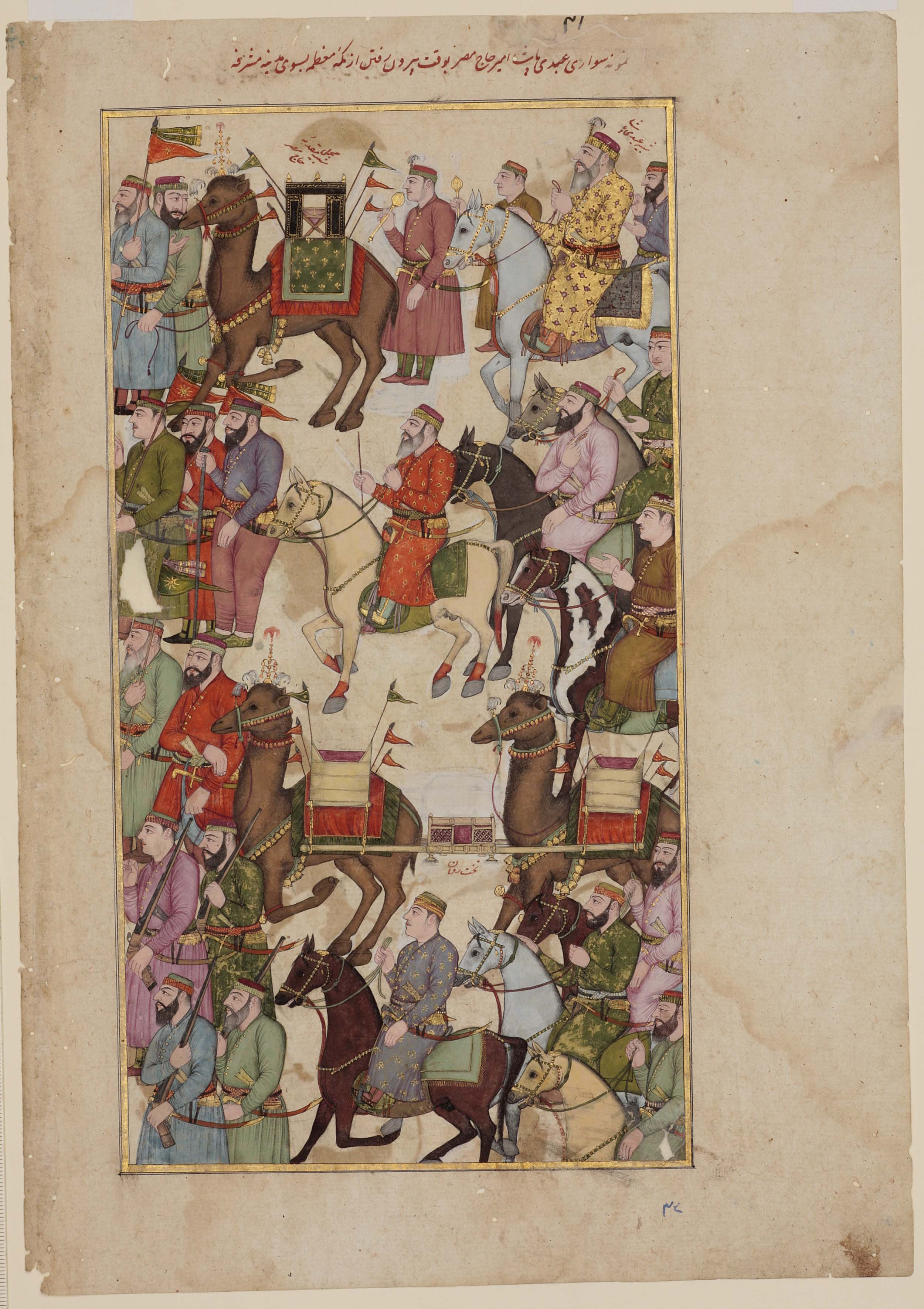
Караван паломников из Египта во главе с амир аль-хаджем.

Ами́р аль-хадж (араб. أمير الحج‎) — глава мусульман, совершающих паломничество в Мекку и руководитель каравана паломников.

## История
Первым, кто возглавил паломничество, был Абу Бакр, который в 631 году был назначен пророком Мухаммедом вести караван из Медины в Мекку с целью охраны от мекканских многобожников. В  632 г. пророк Мухаммед сам возглавил «прощальный хадж». Назначение амиров было прерогативой халифов. В  688 году из-за сложившейся политической обстановки в халифате в хадже участвовало 4 амира. С XIII века право назначения амира аль-хаджа перешло к мамлюкам, и с этого времени амирами стали называть и руководителей караванов, направлявшихся в хадж, отвечавший за безопасность паломнического каравана. При Османах на амиров возлагались важные поручения, способствовавшие усилению их влияния в Хиджазе. С 20-х годов XX века запрещена какую-либо политическая деятельность амиров на территории Саудовской Аравии. В  1954 г. Египет заменил звание амира аль-хаджа на «руководителя группы паломников» (раис басат аль-хаджж).